# Agua Caliente Regional Park
Het Agua Caliente Regional Park is een park in het oosten van Tucson, Arizona, Verenigde Staten. De volledige naam van het park is Roy P. Drachman Agua Caliente Regional Park. Het park beslaat een oppervlakte van 41 hectare.